# Маянські мови
Маянська мовна сім'я (англ. Mayan languages) — найбільша індіанська мовна родина півдня Мезоамерики, поширена в південній Мексиці, Гватемалі, Белізі. Зараз нараховують від п'яти до восьми десятків маянських мов.

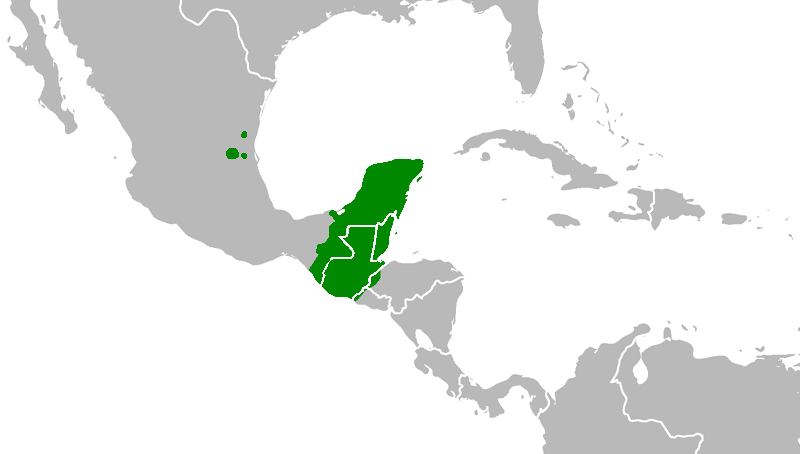
Територія розповсюдження маянських мов

Основні групи, що входять до маянської мовної сім'ї:
- чольсько-цельтальська;
- канхобаланська;
- кінська;
- мамейська;
- юкатанська;
- уастецька.

Найбільшими за чисельністю мовами є: юкатек або мая — 500—700 тисяч мовців на півострові Юкатан, західно-центральна кіче 250—350 тисяч мовців у Гватемалі. Багато інших мов налічують десятки тисяч носіїв, деякі мови вимерли. Основна мова цивілізації мая, зруйнованої конкістадорами, класичний юкатек вимер у XVII столітті.
Соціальний статус сучасних маянських мов невисокий. Однак цілий ряд мов писемні і серед мовців поширена грамотність цими мовами, часом до половини населення. Багато мов мая викладається в школах. Поширена маянсько-іспанська двомовність.
Перші описи мови юкатек, переважно з релігійною метою, зроблені ще наприкінці XVI — на початку XVII століть. Наукове дослідження маянських мов відбувається з XIX століття. Нині маянські мови — найліпше вивчена мовна сім'я Мезоамерики.
Маянські мови є полісинтетичними, для багатьох властива ергативна конструкція та початкове розташування дієслова у реченні. Мови май мають таку характерну рису в структурі діалогу як неодноразове повторення однакової пропозиційної інформації, причому трапляються як самоповторення так і відтворення сказаного співрозмовником.
Через іспанську мову до багатьох інших потрапило слово «сигара» — від маянського sik'ar, похідного від sik — «тютюн».